# Elgaria coerulea
El llangardaix al·ligàtor del nord (Elgaria coerulea) és una espècie de sauròpsid (rèptil) escatós de la família Anguidae de mida mitjana que viu en la costa occidental d'Amèrica del Nord.

## Taxonomia
Aquest llangardaix es denominava Gerrhonotus coeruleus (Wiegmann, 1828), però avui dia es coneix com a Elgaria coerulea. Hi ha quatre subespècies:
- E.c. coerulea Wiegmann 1828: Llangardaix al·ligàtor de San Francisco
- E.c. palmeri Stejneger 1893: Llangardaix al·ligàtor de la Serra
- E.c. principis Baird i Girard 1852: Llangardaix al·ligàtor del Nord-oest
- E.c. shastensis Fitch 1934: Llangardaix Al·ligàtor Shasta

La subespècie E. c. principis és una de cinc espècies de llangardaixos al Canadà.

## Descripció
Els llangardaixos al·ligàtor del nord són llangardaixos esvelts de grandària mitjana. Els adults poden aconseguir 10 cm des del musell fins a la claveguera i una longitud total de 25 cm. Tenen plecs de la pell diferents en les seves illades que separen les escates en l'esquena de les ventrals. Són de color pard i sovint tenen taques fosques que de vegades barregen en bandes. La panxa és grisa clara. Els ulls són foscos.

## Distribució i hàbitat
El llangardaix al·ligàtor del nord viu en la costa Pacífica i a les Muntanyes Rocoses del sud de Colúmbia Britànica després de Washington, el nord d'Idaho i l'oest de Montana, al sud després d'Oregon al rang costal i la Serra Nevada en el centre de Califòrnia.